# Alice Carmen Gouvy

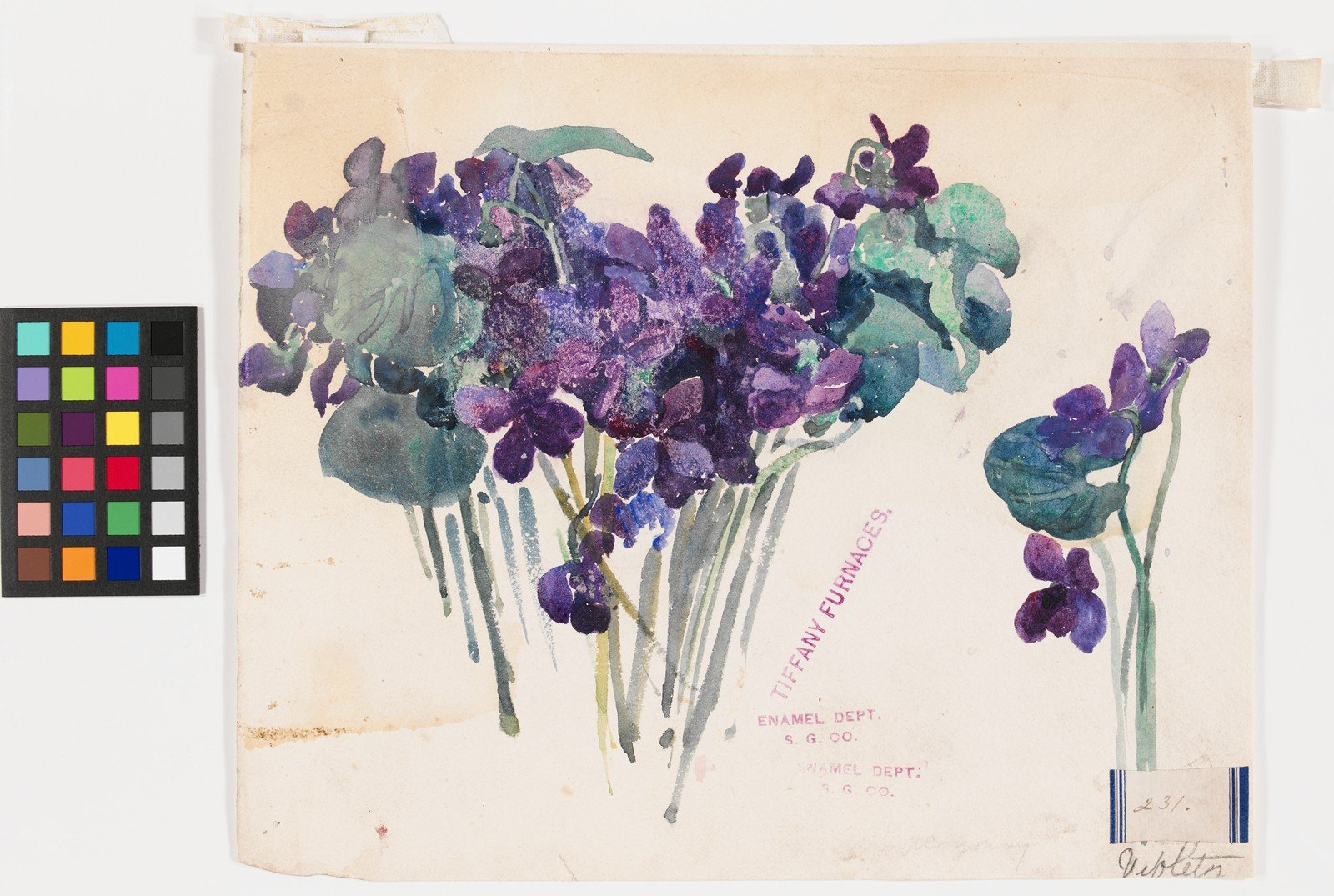
Violette di Alice Carmen Gouvy per i Tiffany Studios, 1898-1902

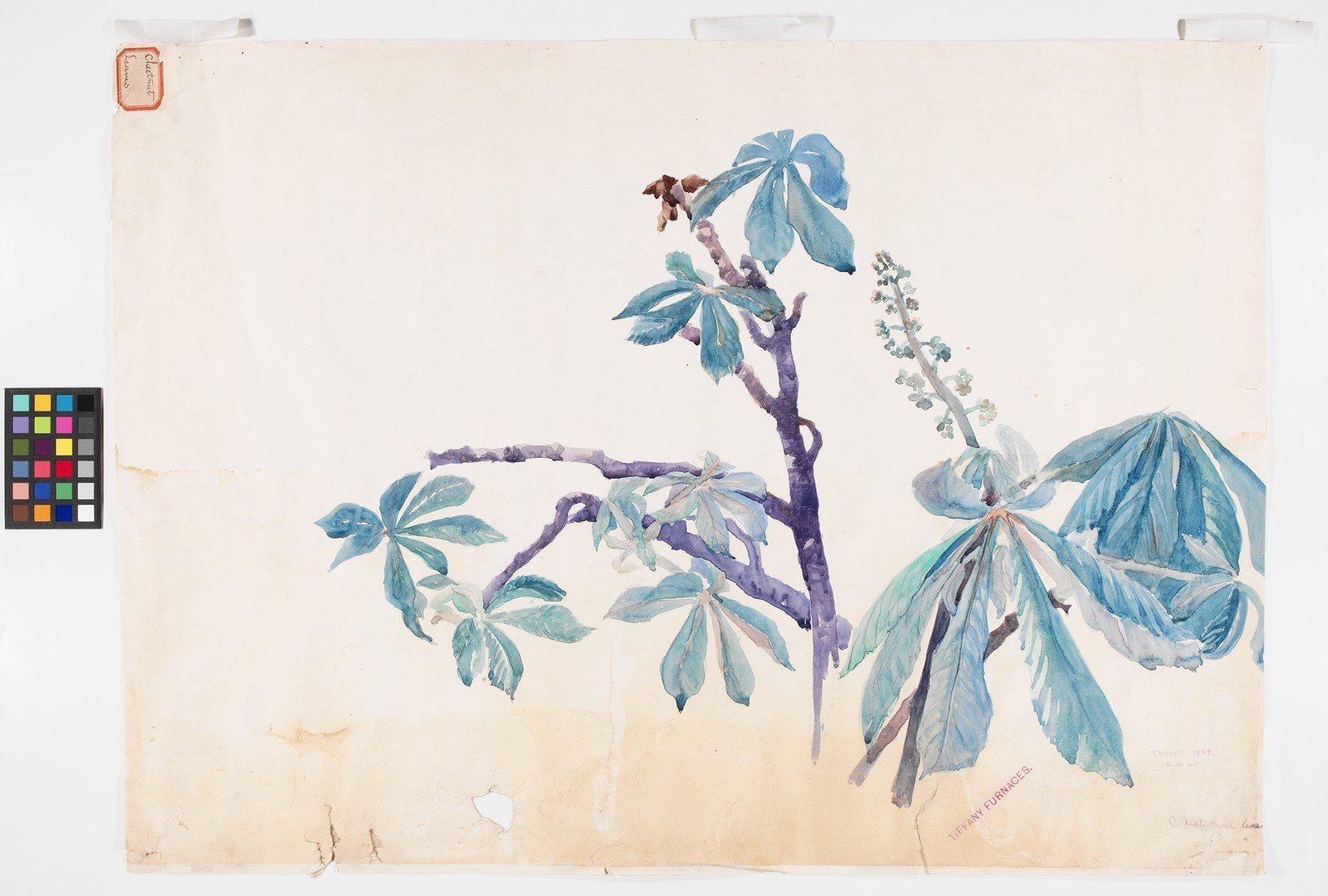
Foglie di ippocastano di Alice Carmen Gouvy per i Tiffany Studios, 1898-1902

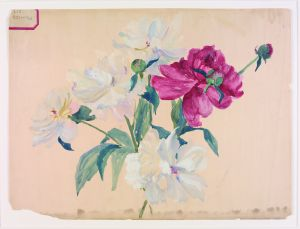
Peonie 177 di Alice Carmen Gouvy per i Tiffany Studios, 1902

Alice Carmen Gouvy (Cleveland, 1870-74 – 27 marzo 1924) è stata una designer statunitense presso i Tiffany Studios, che lavorò in stretta collaborazione con Clara Driscoll, capo del Reparto femminile per il taglio del vetro.

## Giovinezza ed educazione
Nata a Cleveland, Alice Carmen Gouvy era la figlia di Charles P. ed Helen L. Gouvy. Si diplomò alla Cleveland School of Art nel 1894. Dopo essersi trasferita a New York, divise un appartamento con la designer dei Tiffany Studios Clara Driscoll. Studiò all'Art Students League dal 1896 al 1898.
Nel 1898, cominciò a lavorare ai Tiffany studios. Divenne l'assistente più fidata della Driscoll, di cui rimase molto amica. Le due dividevano una villetta estiva a Point Pleasant (New Jersey).

## Carriera
La Gouvy cominciò a lavorare presso i Tiffany Studios nell'autunno del 1898. Quell'anno, Louis Comfort Tiffany intraprese i suoi primi esperimenti con la smaltatura sui metalli nell'impianto della Stourbridge Glass Co. Tiffany assunse ulteriore personale per creare sostanze chimiche per il nuovo reparto. La Gouvy fu assunta per lavorare sulle formule e sui nuovi disegni. Il reparto fu allestito originariamente in un piccolo laboratorio nella residenza di Tiffany tra la 72ª Strada e Madison Avenue e trasferito nella vetreria a Corona nel 1903. Entro il 1900, Gouvy lavorò anche nel reparto di ceramica dei Tiffany Studios e disegnò oggetti di bronzo. All'inizio del 1907, la Gouvy lasciò i Tiffany Studios e ritornò a Cleveland per lavorare come insegnante mentre si prendeva cura di sua madre.

## Opera

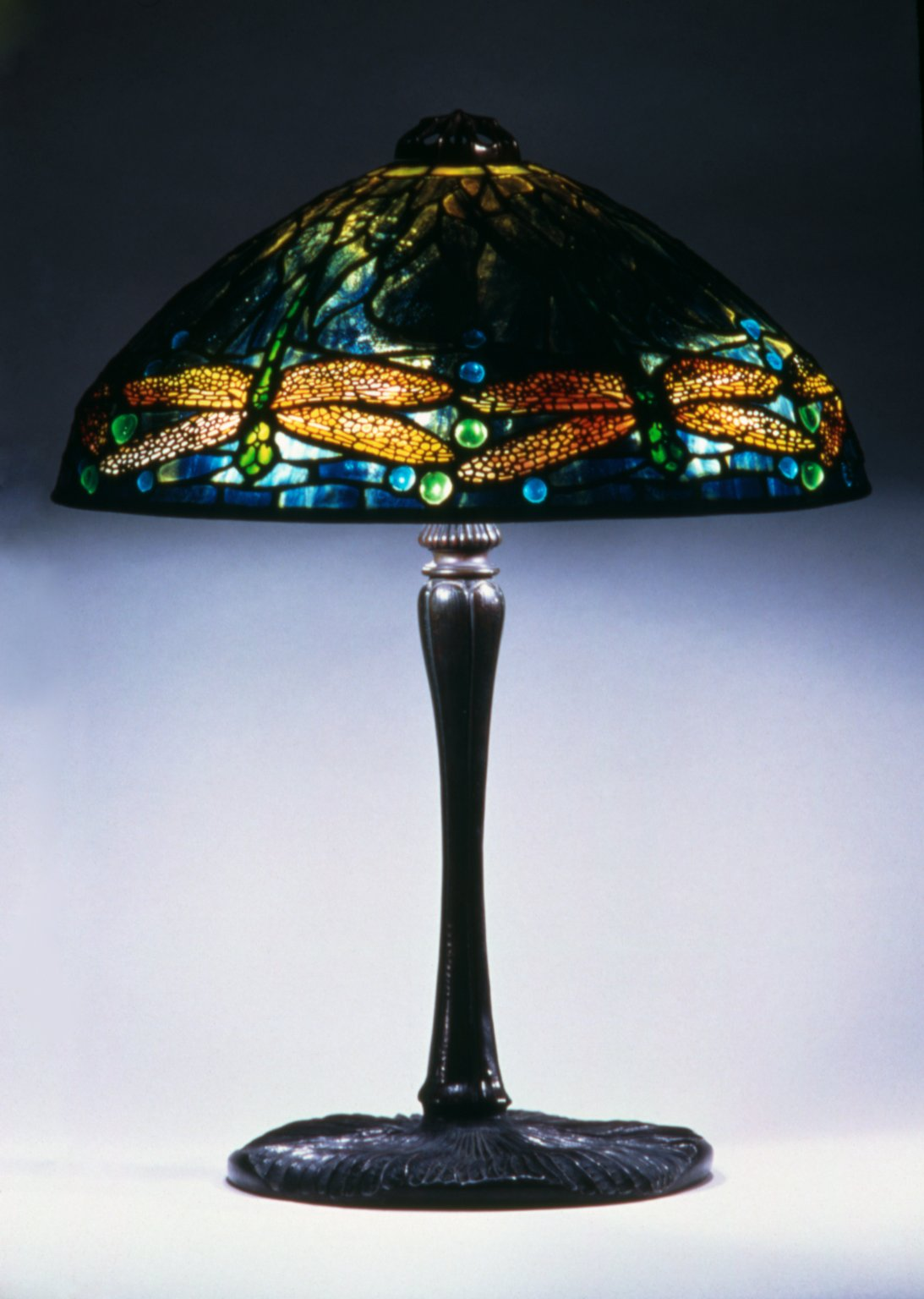
Lampada Dragonfly, Tiffany Studios

Le opere degli artisti di Tiffany raramente venivano identificati per nome. È noto che la Gouvy aiutò Clara Driscoll ed Agnes Northrop a disegnare alcuni dei pezzi iconici di Tiffany, inclusi il paralume Flying Fish, la base Deep Sea, e la lampada Dragonfly. Si sa anche che i suoi schizzi ispirarono i vasi di vetro soffiato con le forme dei petali e i motivi che ricordano peonie e calendule. Molte delle sue opere, inclusa Dandelion Plant 95, sono ispirate alla natura.

### Principali esposizioni
Otto schizzi ad acquarello provenienti dalla Tiffany Furnaces intorno 1902, meticolosamente restaurati, rivelarono le firme di Alice Gouvy e Lillian Palmié. Essi divennero la base per una mostra presso la Biblioteca di ricerca Rakow del Museo del vetro di Corning, Tiffany Treasures: Design Drawings by Alice Gouvy and Lillian Palmié ("I tesori di Tiffay: disegni di design di Alice Gouvy e Lillian Palmié"), tenuta dal 1º novembre 2009 al 30 aprile 2010. I disegni della Gouvy sono stati descritti come "vivaci ritratti di piante che potevano essere tradotti in un mezzo tridimensionale".
Opere della Gouvy furono incluse anche nell'esposizione itinerante della New York Historical Society A New Light on Tiffany: Clara Driscoll and the Tiffany Girls ("Una nuova luce su Tiffany: Clara Driscoll e le Ragazze di Riffany") che apparve a Monaco di Baviera e ad Albuquerque nel 2010-2011.

### Collezioni pubbliche
Le sue opere sono incluse in collezioni come il Museo del vetro di Corning, il Museo d'arte americana Charles Hosmer Morse e il Museo d'arte Chrysler. I documenti relativi al suo lavoro sono custoditi presso il Museo smithsoniano di arte americana.

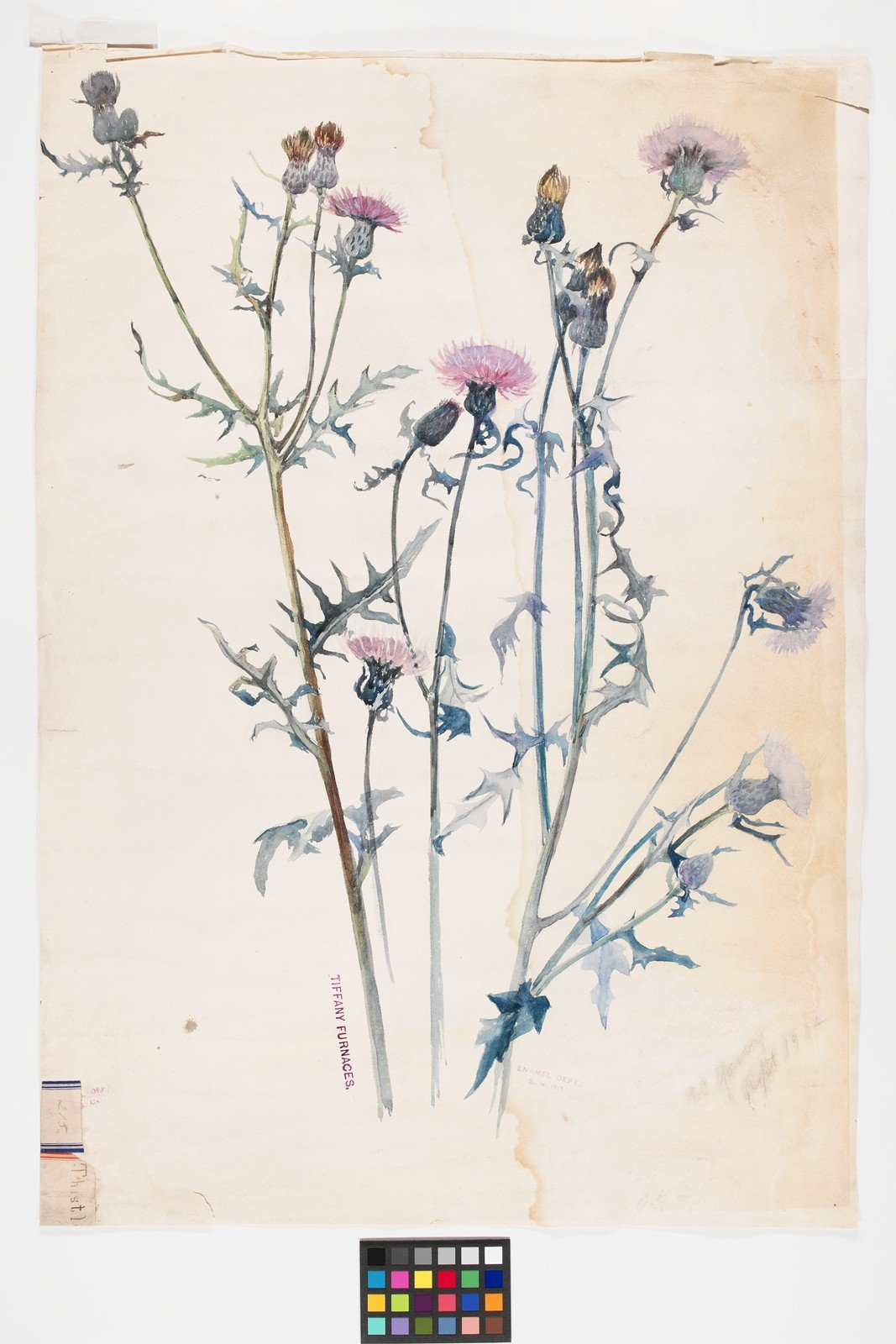
Cardo, Alice Carmen Gouvy per i Tiffany Studios, 1902